# Vanessa Lee Chester
Vanessa Lee Chester (Los Angeles, 2 luglio 1984) è un'attrice statunitense.
Ha lavorato a vari progetti, anche se è meglio nota per il ruolo della figlia del Prof. Ian Malcolm nel film di Steven Spielberg Il mondo perduto - Jurassic Park del 1997, per quello di Becky in La piccola principessa di Alfonso Cuarón del 1995.
La Chester ha lavorato anche per la televisione, apparendo in Malcolm in the Middle e The West Ring.

## Filmografia

### Cinema
- CB4, regia di Tamra Davis (1993)
- La piccola principessa (A Little Princess), regia di Alfonso Cuaròn (1995)
- Harriet, la spia, regia di Bronwen Hughes (1996)
- Il mondo perduto - Jurassic Park (The Lost World: Jurassic Park), regia di Steven Spielberg (1997)
- Kiss Me (She's All That), regia di Robert Iscove (1999)
- Extreme Movie, regia di Adam Jay Epstein e Andrew Jacobson (2008)
- 17 Again - Ritorno al liceo (17 Again), regia di Burr Steers (2009)
- The Costume Shop, regia di Bob Willems (2014)

### Televisione
- Mr. Cooper - serie TV, 1 episodio (1992)
- Men and the Boys - serie TV, 2 episodi (1994)
- Terra promessa - serie TV, 1 episodio (1997)
- Get Real - serie TV, 1 episodio (1999)
- Ancora una volta - serie TV 5 episodi (1999-2000)
- Dreams in the Attic, regia di Bob Willems - film TV (2000)
- Alieni in famiglia (Stepsisters from Planet Weird), regia di Steve Boyum - film TV (2000)
- In tribunale con Lynn - serie TV, 1 episodio (2002)
- Malcolm - serie TV, 1 episodio (2002)
- Crossing Jordan - serie TV, 1 episodio (2004)
- Senza traccia - serie TV, 1 episodio (2005)
- Veronica Mars - serie TV, 1 episodio (2006)
- West Wing - Tutti gli uomini del Presidente - serie TV, 1 episodio (2006)
- Justice - Nel nome della legge - serie TV, 1 episodio (2006)
- How I Met Your Mother - serie TV, 1 episodio (2012)
- Welcome to Sanditon - miniserie TV, 4 episodi (2013)
- Scorpion - serie TV, 1 episodio (2015)
- Ladies Like Us: The Rise of Neighborhood Watch - serie TV, 1 episodio (2016)
- Shameless - serie TV, 1 episodio (2019)
- Dollface - serie TV, 1 episodio (2019)

### Cortometraggi
- The Shift, regia di Chuck Parker (2006)
- The Arrangement, regia di Leilani Downer (2014)
- Fated, regia di Jeremy Foley (2015)
- Lazzer Party, regia di Doug Hurley (2020)
- Just a Ghoul, regia di Jameson DeSantis (2021)